# Michael Horowitz (Journalist)

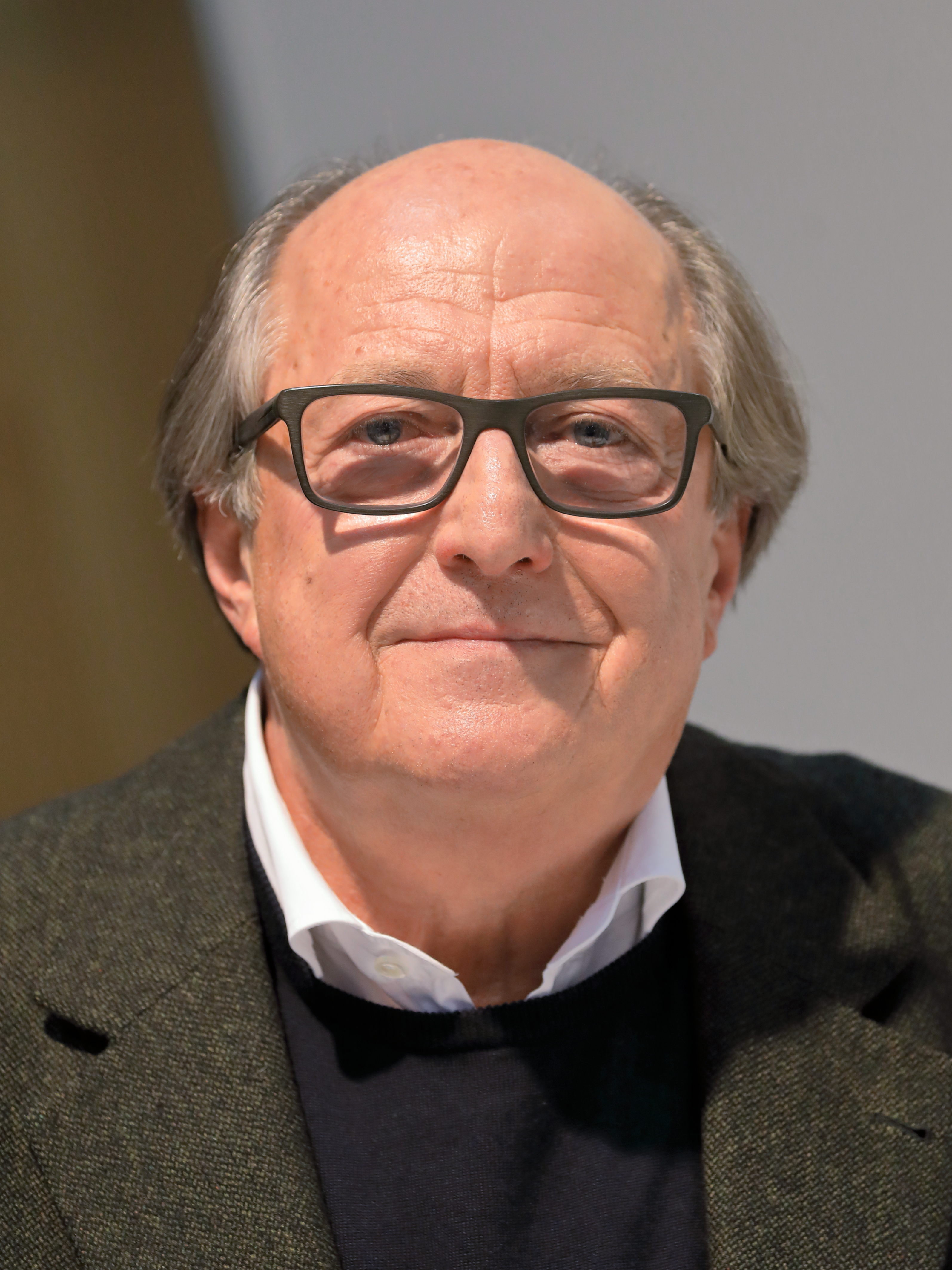
Michael Horowitz (2019)

Michael Horowitz (* 1. Dezember 1950 in Wien; † 12. April 2024 ebenda) war ein österreichischer Schriftsteller, Verleger und Fotograf. Der Autor wurde vor allem durch die Gründung des Kurier-Magazins Freizeit bekannt, dessen Chefredakteur er 25 Jahre lang war. Seitdem war er als Autor und Schriftsteller tätig.

## Leben
Michael Horowitz’ jüdischer Vater, ein Theaterfotograf, stammte aus Galizien, seine Mutter war eine evangelische Berlinerin. Horowitz beendete seine schulische Laufbahn in der 7. Klasse eines Gymnasiums vorzeitig, um schon in Teenagerjahren seiner Fotoleidenschaft nachzugehen. Nach einer kurzen Tätigkeit für die Hörzu-Redaktion in München 1971 kehrte er nach Wien zurück. In Folge war er als Pressefotograf rund um die Welt tätig. In den Jahren 1973/1974 belegte er an der Hochschule für Welthandel einen Kurs für Werbung und Verkauf.
Horowitz ist Autor von mehr als 20 Büchern, darunter Biografien über Heimito von Doderer, Egon Erwin Kisch, Karl Kraus (1986) sowie seiner Freunde H. C. Artmann, Otto Schenk und Helmut Qualtinger. Gemeinsam mit seiner Frau Angelika gründete er 2002 den Verlag MHM – Michael Horowitz Media, in dem unter anderem das Buch Verdrängen – Vergessen – Verzeihen über das dunkelste Kapitel Österreichs, mit einem Vorwort von Franz Vranitzky, erschien. In der ambivalenten Liebeserklärung an seine Heimatstadt Das Goldene Wien erinnert er sich an seine Kindheit und Jugend. Im Band Herzensschlampereien reflektiert er Arthur Schnitzlers Werk und Privatleben. Michael Horowitz schrieb aber auch für andere Verlage: 2016 erschienen im Metro-Verlag Die Welt von Morgen und im Residenz-Verlag Das weite Land der Seele – Gesunde Psyche in einer verrückten Welt, 2017 erschien die Jubiläumsbiografie Leonard Bernstein – Magier der Musik im Amalthea Verlag, 2018 im Residenz-Verlag das Buch Angst, das er gemeinsam mit dem Psychiater Georg Psota verfasst hatte. Im Herbst 2020 erschien im Molden Verlag Schenk. Das Buch, herausgegeben gemeinsam mit Otto Schenk. Im Ueberreuter Verlag erschien ebenfalls 2020 gemeinsam mit Heinz Marecek Feuerwerk der Pointen, ein Kompendium von Gedanken, Zitaten und Aphorismen. Im März 2021 erschien im Ueberreuter Verlag die Biografie über H. C. Artmann Bonvivant und Bürgerschreck.
Ab 2017 veröffentlichte er in der Presse am Sonntag Serien über bedeutende Persönlichkeiten Österreichs: zunächst bis 2017 „Dichter & Denker – 100 große Österreicherinnen und Österreicher der letzten 100 Jahre“ (als Buch 2019 bei Molden unter dem Titel 100 Menschen, die Österreich bewegten), von 2019 bis 2020 AugenBlicke – die größten Künstlerinnen und Künstler Österreichs des 20. Jahrhunderts (als Buch 2021) und ab Jänner 2021 Legenden – 50 Menschen, die Österreich während der vergangenen 50 Jahre prägten.
Anlässlich der Expo 2000 hatte Horowitz gemeinsam mit Franz Hubmann die Menschen-Fotodokumentation im Österreich-Pavillon präsentiert. Seine Fotos wurden in verschiedenen in- und ausländischen Galerien gezeigt, darunter in Salzburg während der Salzburger Festspiele und in Graz während des Festivals steirischer herbst sowie mehrfach in Wien: 2016 in der Ausstellung Horowitz. 50 Jahre Menschenbilder im Jüdischen Museum Wien, von Februar bis April sowie von Juni bis September 2020 in der Albertina.
Horowitz verfasste Drehbücher für Film und Fernsehen, darunter Dokumentationen für den ORF über Heimito von Doderer und Karl Kraus. Sein Drehbuch für den Film Caracas von Michael Schottenberg wurde 1989 bei den Filmfestspielen von Cannes mit dem „Prix de la Jeunesse“ prämiert und erhielt den Filmpreis des saarländischen Ministerpräsidenten beim Max Ophüls-Festival. Im Sommer 2020 präsentierte Horowitz für ServusTV die Gesprächsreihe „Ihr Leben, bitte!“ mit Otto Schenk, Peter Weck, Heidelinde Weis und Heinz Marecek. Sein Theaterstück Heisshunger wurde im Wiener Rabenhof-Theater aufgeführt.
Er erhielt mehrere österreichische Auszeichnungen, darunter das Große Ehrenzeichen für Verdienste um die Republik Österreich, die Ehrenmedaille der Bundeshauptstadt Wien in Gold, das Goldene Ehrenzeichen für Verdienste um das Land Wien sowie das Ehrenkreuz für Wissenschaft und Kunst I. Klasse.
Ab November 2005, als er mit Willi Resetarits (Ostbahn-Kurti) im großen Sendesaal des Wiener Radiokulturhauses auf der Bühne stand, wurde das Wienerlied zu seiner besonderen musikalische Liebe. Gemeinsam mit seiner neu gegründeten Jazzband „Die Herzensbrecher“ trat er im In- und Ausland auf, mit prominenten Partnern wie Maya Hakvoort, Julia Stemberger, Verena Scheitz, Werner Schneyder, Kurt Rydl und Heinz Zednik. Gemeinsam mit Heinz Marecek las Horowitz Wienerisches von Peter Altenberg bis Josef Weinheber und mit Petra Morzé Arthur Schnitzlers Herzensschlampereien.
Horowitz verstarb im Alter von 73 Jahren nach kurzer schwerer Krankheit. Er war verheiratet und Vater zweier Töchter, unter ihnen die Journalistin und Fernsehmoderatorin Nina Horowitz. Er wurde auf dem Wiener Zentralfriedhof bestattet.